# Neoscutops rotundipennis
Neoscutops rotundipennis är en tvåvingeart som beskrevs av Malloch 1926. Neoscutops rotundipennis ingår i släktet Neoscutops och familjen savflugor.
Artens utbredningsområde är Costa Rica. Inga underarter finns listade i Catalogue of Life.